# Johann Georg von Gleißenthal

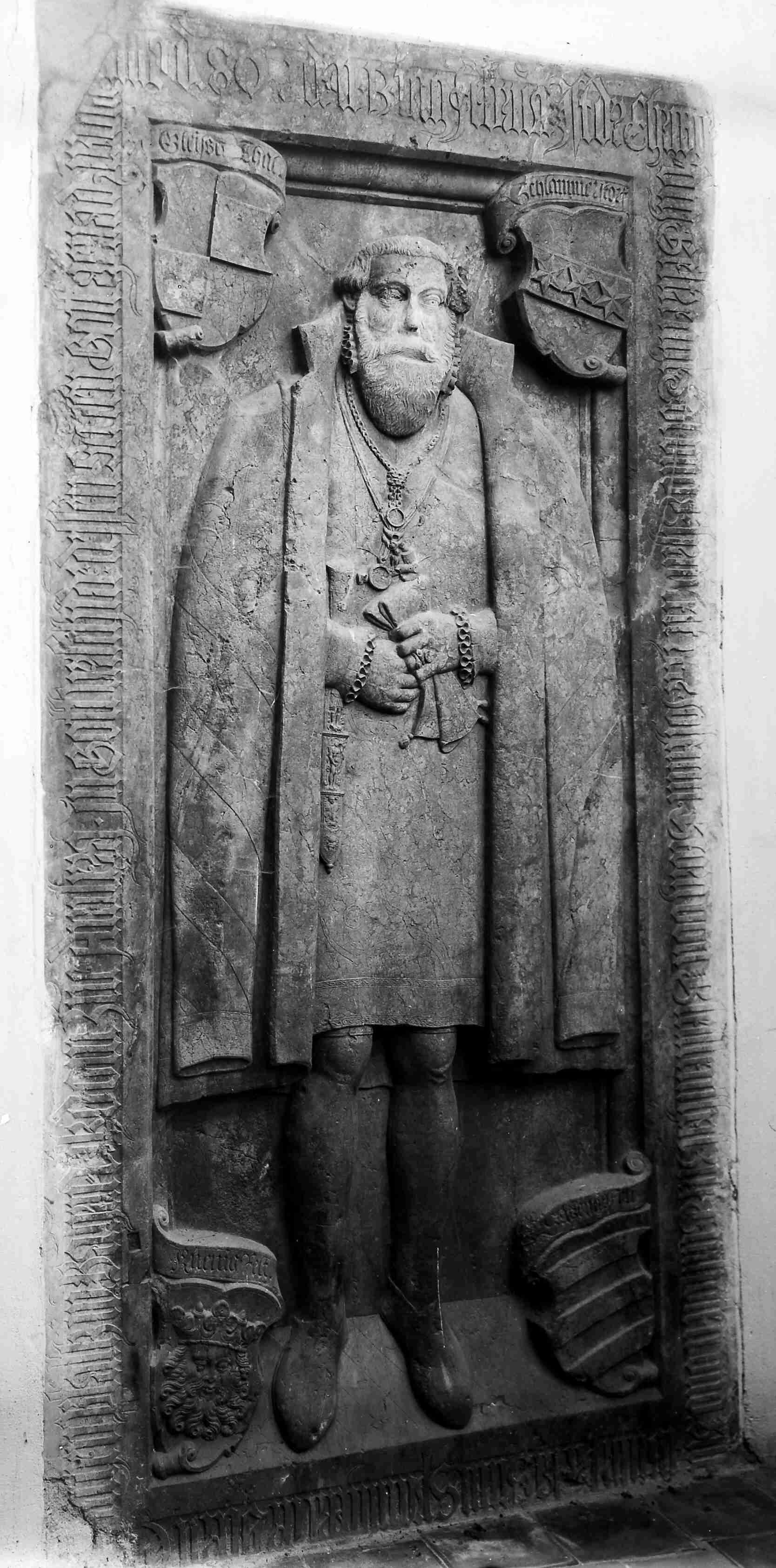
Hans Georg von Gleißenthal

Johann Georg von Gleißenthal (* um 1507 in Emhof im Vilstal; † 13. Februar 1580 in Speinshart) war ein deutscher Abt in der Reformation, Führer der Prälatenbank in der Oberpfalz und Viztum der Oberen Pfalz. Sein Grabmal befindet sich in der Stadtpfarrkirche im evangelischen Neustadt am Kulm.

## Leben
Gleißenthal stammt aus einem Oberpfälzer Adelsgeschlecht, welches aus der Ortschaft Gleißenthal bei Windischeschenbach stammt. Über seine Jugendzeit ist nichts bekannt. Sein Vater war Christoph von Gleißenthal († 1527), seine Mutter Amelie von Gleißenthal († 1556). Unbekannt ist zudem der Zeitpunkt seines Eintritts in den Prämonstratenserorden. Die acht „Gezirksstädte“ der Oberen Pfalz hatten im Jahr 1538 zusammen mit dem Adel die Abkehr vom Katholizismus und Hinwendung zur Lehre Luthers im Land gefordert. Im Jahr 1539 wurde er als Abt Koadjutor in Speinshart und als Visitator des Ordens in Böhmen, Mähren, Schlesien und Ungarn genannt. Im Auftrag von Kurfürst Friedrich II. sollte er im Jahr 1548 am Konzil von Trient teilnehmen. Dies lehnte er ab, da er sich zu dieser Zeit bereits vom alten Glauben abgewandt hatte.
Nach dem Schmalkaldischen Krieg wählte ihn der nur dreiköpfige Konvent im Jahr 1552 zum Abt seines Klosters in Speinshart. Der förmliche Anschluss an die Reformation folgte kurze Zeit später. Im Jahr 1554 ließ er im Kloster Speinshart durch Prediger aus Wittenberg die lutherische Lehre verkünden, 1556 heiratete er. In der Folgezeit veranlasste Kurfürst Ottheinrich, dass die Klöster zwar als eigene Körperschaft bestehen bleiben können, ließ aber das Klostervermögen inventarisieren und durch weltliche Klosterverwalter administrieren. Der Vorteil für das kurfürstliche Regiment war, dass die eingesetzten Klosterverwalter auch den Prälatenstand und damit die erste Bank der Landschaft, die Oberpfälzer Ständevertretung, bildeten.
Gleißenthal wurde zunächst zum Verwalter von Speinshart bestellt, später als Commissarius an die Spitze des Prälatenstandes gewählt. Diese bedeutende Finanzkontrollfunktion behielt er bis zu seinem Tod. Im Jahr 1562 widersetzte er sich der förmlichen Aufhebung der Klöster unter Kurfürst Friedrich III., wurde aber mit einer beträchtlichen Pension abgefunden und konnte den Prälatentitel, die Verwaltung des Klosters sowie seine starke Stellung behalten.
Parallel zu seiner führenden Position in der Ständevertretung wurde Johann Georg von Gleißenthal 1557 als Kirchen- und Kanzleirat zudem in die Regierung der Oberen Pfalz berufen. Er zog nach Amberg und bewohnte zunächst das aufgelassene Franziskanerkloster. Wegen der calvinischen Orientierung von Kurfürst Friedrich III. legte er diese Regierungsfunktion als „Rat von Haus aus“ 1564 nieder, behielt aber seine führende Position in der Ständevertretung. Durch seinen immensen Einfluss bei der Steuerbewilligung konnte er den evangelischen Kurprinzen Ludwig VI. bei dessen Abwehr der calvinischen Bekehrungsversuche aus Heidelberg wirksam unterstützen.
Als Ludwig im Jahr 1576 die Herrschaft in Heidelberg übernahm, wurde er von Gleißenthal begleitet. Im darauffolgenden Jahr wurde Gleißenthal von Ludwig zum Viztum der Oberen Pfalz in Amberg und damit zum obersten Verwaltungsbeamten in Zeiten ohne Statthalter berufen. Gleißenthal vertrat in dieser Funktion die Politik dieses letzten lutherischen Kurfürsten von der Pfalz, bis er im Alter von etwa 72 Jahren wegen seiner angegriffenen Gesundheit sein Amt niederlegte. Am 13. Februar 1580 verstarb er in Speinshart.
Bezeichnend ist das weitere Schicksal seines Epitaphs: Es wurde anfangs in der Klosterkirche aufgestellt, nach der Rekatholisierung der Oberpfalz aber als Grabstein eines Abtrünnigen im Brauereigebäude vermauert. Um das Jahr 1880 wurde es bei einem Brand wiederentdeckt. Der damalige katholische Pfarrer untersagte die Aufstellung in der Klosterkirche. Deswegen wurde sein Epitaph in die evangelische Stadtpfarrkirche nach Neustadt am Kulm überführt.